# Rivoluzione
(Maximilien de Robespierre)

Il termine rivoluzione (dal latino revolutio, -onis, "rivolgimento, ritorno", derivato dal verbo revolvĕre "rovesciare") nel suo significato più ampio indica qualsiasi cambiamento radicale nelle strutture sociali come quello operato ad esempio dalla rivoluzione industriale, da quella tecnologica o in particolare da quella culturale come auspicavano gli illuministi nel secolo XVIII con la redazione dell'Encyclopédie: 
Nella filosofia politica è l'ideale della realizzazione storica di un radicale cambiamento, ispirato da motivazioni ideologiche, nella forma di governo di un paese con trasformazioni profonde di tutta la struttura sociale, economica.

## Il concetto di rivoluzione

La libertà che guida il popolo, dipinto di Eugène Delacroix, erroneamente associato alla Rivoluzione del 1789, si riferisce a quella del 1830

La presa della Bastiglia

Il concetto di rivoluzione assume significati diversi a seconda che lo si guardi come un singolo e irripetibile fenomeno storico o che lo si consideri come una sorta di modello universale nel quale far rientrare i singoli elementi costitutivi della definizione di rivoluzione. La storiografia della rivoluzione ha oscillato tra queste due interpretazioni sino a quando i due punti di vista sono stati integrati. Ad esempio Guglielmo Ferrero aveva evidenziato «l'ambiguità semantica del termine» rivoluzione: per cui possiamo interpretarla come «un nuovo ordinamento dello spirito, una porta sull'avvenire» (per es., il cristianesimo) oppure come «il crollo o il rovesciamento di una vecchia legalità, la sovversione parziale o totale delle regole prestabilite»
Lo stesso Ferrero sostiene che la prima forma di rivoluzione ("silenziosa") e la seconda ("rumorosa") si sono unificate nella Rivoluzione francese per cui nella storiografia occidentale la rivoluzione "rumorosa" del 1789 (la presa della Bastiglia) è stata vista come la causa di quella "silenziosa" caratterizzata dal consolidamento delle istituzioni liberali e democratiche. Per questa sua particolarità storica la Rivoluzione francese assume nella cultura politica occidentale un valore esemplare che non viene riconosciuto invece né a quella inglese, né a quella americana che pure erano cronologicamente precedenti.
Comunemente assimilato alla rivoluzione è il cosiddetto "colpo di Stato" che secondo Raymond Aron sarebbe invece «opportuno riservare [...] al cambiamento di Costituzione decretato illegalmente dal detentore del potere (Napoleone III nel 1851), o alla presa del potere da parte di un gruppo di uomini armati, senza che questa conquista (sanguinosa o no) comporti necessariamente l'avvento di un'altra classe dirigente o di un altro regime. La rivoluzione implica molto più del 'togliti di là, così mi ci metto io'.»
Una rivoluzione infine si distingue da una rivolta in quanto quest'ultima è generalmente priva di organizzazione e mancante di teorizzazioni ed ideologie che la identifichino o la trasformino in un fenomeno più complesso dell'azione immediata.

## La visione marxista
Nella visione marxista la rivoluzione è uno dei temi centrali della storia. Già la fine dell'era feudale viene vista come un processo rivoluzionario - generato dalla rivoluzione industriale - di cui la borghesia assume il ruolo di protagonista, che si appropria dei mezzi di produzione.
Secondo Karl Marx «la borghesia non può esistere senza rivoluzionare continuamente gli strumenti di produzione, i rapporti di produzione, dunque tutti i rapporti sociali. Prima condizione di esistenza di tutte le classi industriali precedenti era invece l'immutato mantenimento del vecchio sistema di produzione. Il continuo rivoluzionamento della produzione, l'ininterrotto scuotimento di tutte le situazioni sociali, l'incertezza e il movimento eterni contraddistinguono l'epoca dei borghesi fra tutte le epoche precedenti».
Ma lo sviluppo delle forze produttive diventa tale da non essere adeguato ai rapporti di produzione, questo genera la crisi e una nuova transizione rivoluzionaria. La rivoluzione proletaria è una inevitabile rivoluzione sociale e/o politica nella quale la classe proletaria rovescerà il capitalismo.
Per Giovanni Sartori, il marxismo così estende la definizione politica
di rivoluzione, che "non si conclude con la conquista del potere e l’impianto di un
nuovo ordine politico: per lui la «vera rivoluzione» deve
anche impiantare un nuovo ordine economico-sociale. La definizione marxista di rivoluzione è dunque una definizione lata: politica ma anche, in più, sociale".

## Il contributo di Gandhi
Il programma politico di Gandhi fu rivolto essenzialmente all'indipendenza nazionale dell'India.
La teoria della rivoluzione, nell'Europa moderna si era formata con il contributo di quasi tutte le correnti del pensiero politico: quella liberale (John Locke, Thomas Jefferson e i padri fondatori della Rivoluzione americana, Sieyès e i teorici liberali della Rivoluzione francese), quella democratica (Jean-Jacques Rousseau, Robespierre, Saint-Just e altri teorici giacobini; Mazzini) e quella socialista, anarchica e comunista (Babeuf, Bakunin, Marx, Lenin, ecc.).
Per quanto divergenti nei loro obiettivi politici, le teorie classiche della rivoluzione hanno in comune due componenti fondamentali:
- la teoria del "diritto di resistenza" (Locke), secondo cui è legittimo – se non doveroso – che le masse popolari si ribellino alle autorità sociali e politiche, quando subiscono un'evidente ed intollerabile situazione di ingiustizia;
- la teoria della "guerra giusta", secondo cui il popolo ha diritto di ricorrere alla violenza rivoluzionaria, quando questa serve a correggere torti e ingiustizie molto gravi (questa teoria, con origini medievali, giustificava la violenza e le guerre).

Gandhi condivideva il primo di questi due principi ma rifiutava il secondo.